# Bulbophyllum philippinense
Bulbophyllum philippinense là một loài phong lan thuộc chi Bulbophyllum.